# Witbuikroodstaart
De witbuikroodstaart (Luscinia phaenicuroides, synoniemen: Hodgsonius phaenicuroides en Hodgsonius phoenicuroides) is een vogel uit de familie van de vliegenvangers (Muscicapidae).
De soort komt voor in Azië en telt twee ondersoorten:
- L. p. phaenicuroides: de Himalaya en westelijk Myanmar.
- L. p. ichangensis: van noordoostelijk en oostelijk Myanmar tot centraal China en noordelijk Indochina.